# 韋森 (瑞士)

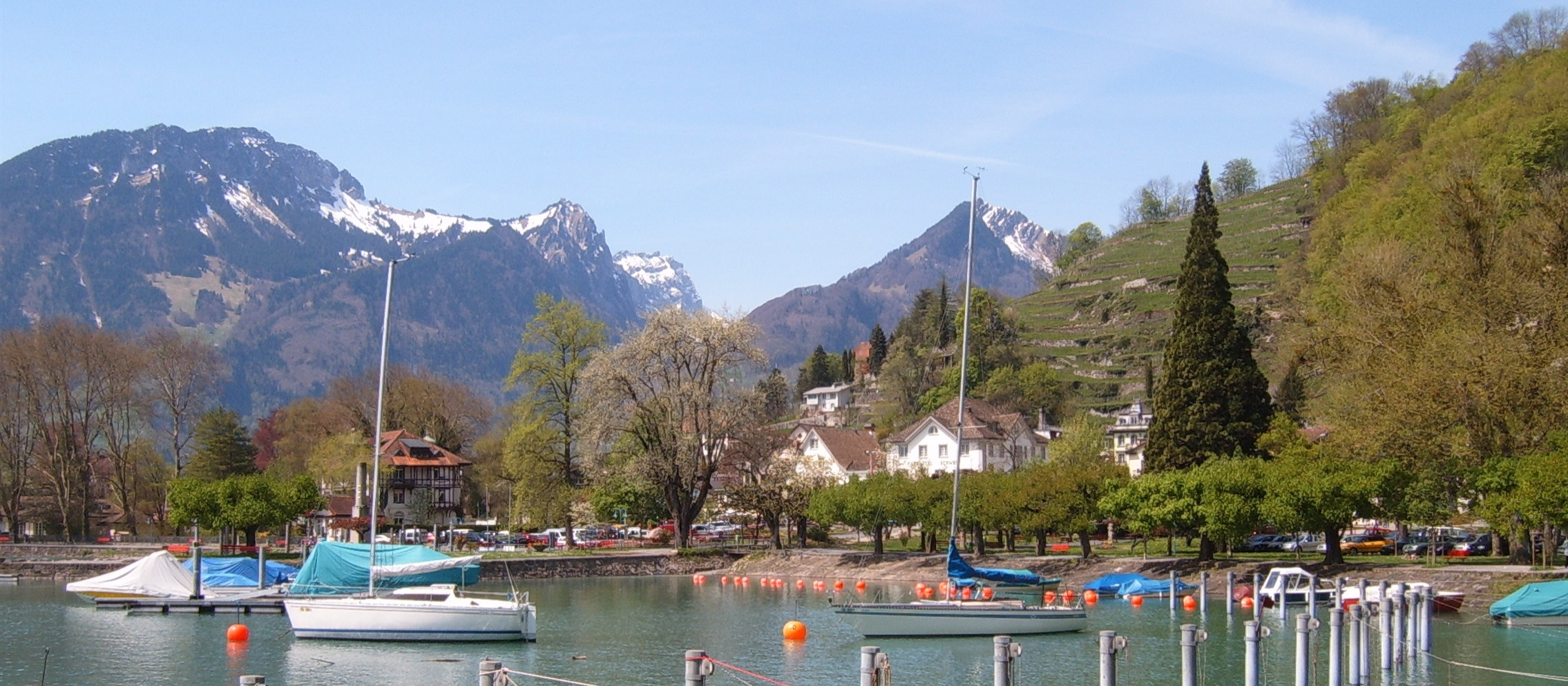

韋森是瑞士的城鎮，位於該國東北部，由聖加侖州負責管轄，面積5.39平方公里，海拔高度423米，2011年人口1,559，一半人口信奉羅馬天主教，人口密度每平方公里289人。

## 外部連結
- Official website （页面存档备份，存于） （德文）